# Czerwaczyce
Czerwaczyce, Czerewaczyce (biał. Чаравачыцы; ros. Черевачицы) – wieś na Białorusi, w obwodzie brzeskim, w rejonie kobryńskim, w sielsowiecie Batcze.
Należały do ekonomii kobryńskiej. W dwudziestoleciu międzywojennym wieś leżała w Polsce, w województwie poleskim, w powiecie kobryńskim.
W miejscowości znajduje się parafialna cerkiew prawosławna pw. św. Jana Teologa oraz przystanek kolejowy Czerwaczyce na linii Homel – Łuniniec – Żabinka.